# Júlio César de Oliveira
Júlio César Miranda de Oliveira (ur. 4 lutego 1986 w Paranavaí) – brazylijski lekkoatleta specjalizujący się w rzucie oszczepem.
W 2002 bez powodzenia startował w światowym czempionacie juniorów. Rok później został w Sherbrooke mistrzem świata juniorów młodszych ustanawiając (oszczepem o wadze 700 gramów) wynikiem 81,16 dotychczas niepobity rekord imprezy oraz zarazem rekord Ameryki Południowej juniorów młodszych. Także w 2003 zdobywał jeszcze złote medale mistrzostw Ameryki Południowej juniorów oraz mistrzostw panamerykańskich juniorów. Po zdobyciu – w 2004 – wicemistrzostwa Ameryki Południowej młodzieżowców zdobył we Włoszech brąz mistrzostw świata juniorów. W 2005 – ciągle będąc juniorem – zdobył srebrny medal mistrzostw kontynentu południowoamerykańskiego oraz juniorskie mistrzostwo obu Ameryk. 18 września w Kurtybie podczas juniorskich mistrzostw Brazylii ustanowił wynikiem 76,81 nowy rekord kontynentu juniorów. Na koniec sezonu ponownie zwyciężył w mistrzostwach juniorów Ameryki Południowej. Najważniejsze sukcesy oszczepnika w 2006 to złoto mistrzostw ibero-amerykańskich oraz wicemistrzostwo Ameryki Południowej. W kolejnym sezonie był trzeci na czempionacie kontynentalnym oraz zajął ósmą lokatę w igrzyskach panamerykańskich. W 2008 był trzeci podczas mistrzostw ibero-amerykańskich oraz zdobył  brązowy medal młodzieżowych mistrzostw Ameryki Południowej. 7 czerwca 2009 ustanowił wynikiem 80,05 nowy seniorski rekord Brazylii, a kilkanaście dni później był trzeci podczas czempionatu kontynentu. Bez powodzenia – zajmując odległe miejsce w eliminacjach – reprezentował Brazylię na mistrzostwach świata w Berlinie (2009). Na piątej pozycji zakończył start w mistrzostwach Ameryki Południowej w czerwcu 2011. Medalista (w różnych kategoriach wiekowych) mistrzostw Brazylii. W 2015 został brązowym medalistą igrzysk panamerykańskich.
Rekord życiowy: 83,67 (11 lipca 2015, São Bernardo do Campo) – były rekord Brazylii.

## Progresja wyników
| Rok  | Wynik | Data                | Miejsce            |
| ---- | ----- | ------------------- | ------------------ |
| 2001 | 61,29 | 13 czerwca(dts) br  | Kurytyba           |
| 2002 | 69,52 | 13 kwietnia(dts) br | São Paulo          |
| 2003 | 72,52 | 15 czerwca(dts) br  | São Paulo          |
| 2004 | 74,42 | 16 maja(dts) br     | Rio de Janeiro     |
| 2005 | 76,81 | 18 września(dts) br | Kurytyba           |
| 2006 | 78,91 | 27 maja(dts) br     | Ponce              |
| 2007 | 77,65 | 14 lipca(dts) br    | São Caetano do Sul |
| 2008 | 76,65 | 12 lipca(dts) br    | São Caetano do Sul |
| 2009 | 80,29 | 23 maja(dts) br     | Maringá            |
| 2010 | 69,97 | 27 marca(dts) br    | Bragança Paulista  |
| 2011 | 77,70 | 17 maja(dts) br     | São Paulo          |
| 2012 | 75,66 | 3 maja(dts) br      | Buenos Aires       |
| 2013 | 77,23 | 4 maja(dts) br      | Campinas           |
| 2014 | 79,10 | 16 sierpnia(dts) br | Meksyk             |
| 2015 | 81,22 | 12 czerwca(dts) br  | Lima               |